# وداد الفاضل
وداد محمد حسن الفاضل تربوية وسياسية بحرينية.

## السيرة
ولدت الفاضل في العاصمة المنامة. حصلت على بكالوريوس آداب من الجامعة الأمريكية في بيروت عام 1978 ودبلوم في التعليم من الجامعة الأمريكية في بيروت وماجستير في التربية من جامعة لندن عام 1986 ودبلوم في الإدارة المتقدمة من جامعة البحرين عام 1991. شغلت العديد من الوظائف التعليمية بوزارة التربية والتعليم عينت أخيرا مديرة لإدارة التعليم الخاص في عام 2000. الفاضل عضوة مؤسسة في الجمعية البحرينية لأطفال متلازمة داون وعضوة في مجلس إدارة المعهد السعودي البحريني للمكفوفين. تم تعيينها عضوة في مجلس الشورى من 2002 إلى 2010.